# 黄毛粗叶木
黄毛粗叶木（学名：Lasianthus koi）为茜草科粗叶木属下的一个种。

## 扩展阅读
- 維基物種上的相關：黄毛粗叶木